# Селіна Тот
Селіна Тот (англ. Celina Toth, 20 березня 1992) — канадська стрибунка у воду.
Учасниця Олімпійських Ігор 2020 року, де в стрибках з 10-метрової вишки посіла 23-тє місце.